# Carrie (1952)
Carrie is een Amerikaanse dramafilm uit 1952 onder regie van William Wyler. Het scenario is gebaseerd op de roman Sister Carrie (1900) van de Amerikaanse auteur Theodore Dreiser.

## Verhaal
Het boerenmeisje Carrie Meeber trekt naar de grote stad Chicago op zoek naar succes. Door haar goedgelovigheid komt ze echter al gauw in de problemen terecht.

## Rolverdeling
| Acteur           | Personage            |
| ---------------- | -------------------- |
| Laurence Olivier | George Hurstwood     |
| Jennifer Jones   | Carrie Meeber        |
| Miriam Hopkins   | Julie Hurstwood      |
| Eddie Albert     | Charles Drouet       |
| Ray Teal         | Allen                |
| Barry Kelley     | Slawson              |
| William Reynolds | George Hurstwood jr. |
| Mary Murphy      | Jessica Hurstwood    |
| Basil Ruysdael   | Fitzgerald           |
| Walter Baldwin   | Vader van Carrie     |
| Dorothy Adams    | Moeder van Carrie    |